# Robert Langton Douglas
Robert Langton Douglas (Lavenham, 1º marzo 1864 – Fiesole, 14 agosto 1951) è stato uno storico, critico d'arte e docente inglese. È conosciuto principalmente per essere stato tra i primi e più esperti studiosi dell'arte senese e della sua storia.

## Biografia
Ha studiato presso il New College di Oxford. Docente universitario, fu anche presbitero per la Chiesa anglicana presso la Saint Peter’s Church di Siena dal 1899 al 1903, anche se probabilmente in maniera discontinua poiché l'edificio vero e proprio della chiesa fu costruito solo nel 1909.
Sappiamo che risiedette stabilmente in Italia dal 1895 al 1900, dove scrisse una monografia su Beato Angelico dopo la consultazione con vari studenti e studiosi, tra cui Bernard Berenson. Curiosa la vicenda proprio con Bernard Berenson, che all'inizio aveva sottovalutato ed era stato sprezzante nei confronti della Scuola senese, ma nel 1903 entrambi "rivendicarono la priorità nella valutazione della scuola di Siena, in particolare del pittore Sassetta". Berenson pubblicherà nel 1946 il volume Sassetta. Un pittore senese della leggenda francescana per la Electa di Firenze, ma già nel 1901 aveva acquistato per la sua collezione privata tre tavole del Polittico di Borgo San Sepolcro del Sassetta, acquistato per 400 dollari in una "botteguccia". Egli ebbe fastidio che prima del suo uscisse un articolo proprio sul Sassetta di Douglas, il quale già da qualche anno stava studiando e facendo conoscere la pittura senese. Infatti l'articolo di Douglas uscì nel numero di marzo del Burlington Magazine mentre quello di Berenson uscì solo nei mesi di ottobre e novembre 1903.
Nel 1900 accettò la cattedra di storia moderna all'Università di Adelaide in Australia, ma nel 1901 tornò nuovamente in Italia, soggiornando presso la famiglia Chigi Zondadari, dove scrisse in inglese History of Siena (1902), tradotto e pubblicato come La Repubblica di Siena nel 1925.
Ha tenuto conferenze sull'arte presso la Royal Society of Arts ed ha scritto recensioni su molte riviste d'arte tra cui anche la prestigiosa "Burlington Magazine". Nel 1904 portò a Londra presso il Burlington Fine Arts Club la mostra Exhibition of Pictures of the School of Siena and Examples of the Minor Arts of that City con opere di Duccio di Boninsegna, Simone Martini, Matteo di Giovanni, Sano di Pietro, Francesco di Giorgio Martini, Sassetta. Giovanni di Paolo e molti altri.
Langton Douglas si sposò tre volte. La prima moglie fu Margaret Jane Cannon che sposò nel 1891 e dalla quale divorziò nel 1901. Da questa unione nacque il figlio Sholto Douglas (1893-1969), maresciallo della Royal Air Force. La seconda moglie fu Gwendolen Mary Henchman, sposata nel 1902 e dalla quale divorzierà nel 1927. La terza moglie fu Jean Stewart, sposata nel 1928 da cui nacque la figlia Claire Allison Douglas, nata nel 1933 (che divenne nel 1955 coniuge di J. D. Salinger e da cui divorzierà nel 1967). Douglas ebbe anche un terzo figlio, Terence Wilmot Hutchison (1912-2007), nato dalla relazione con Grace Hutchison. Fu il figlio a scegliere il cognome e divenne un economista di fama mondiale.

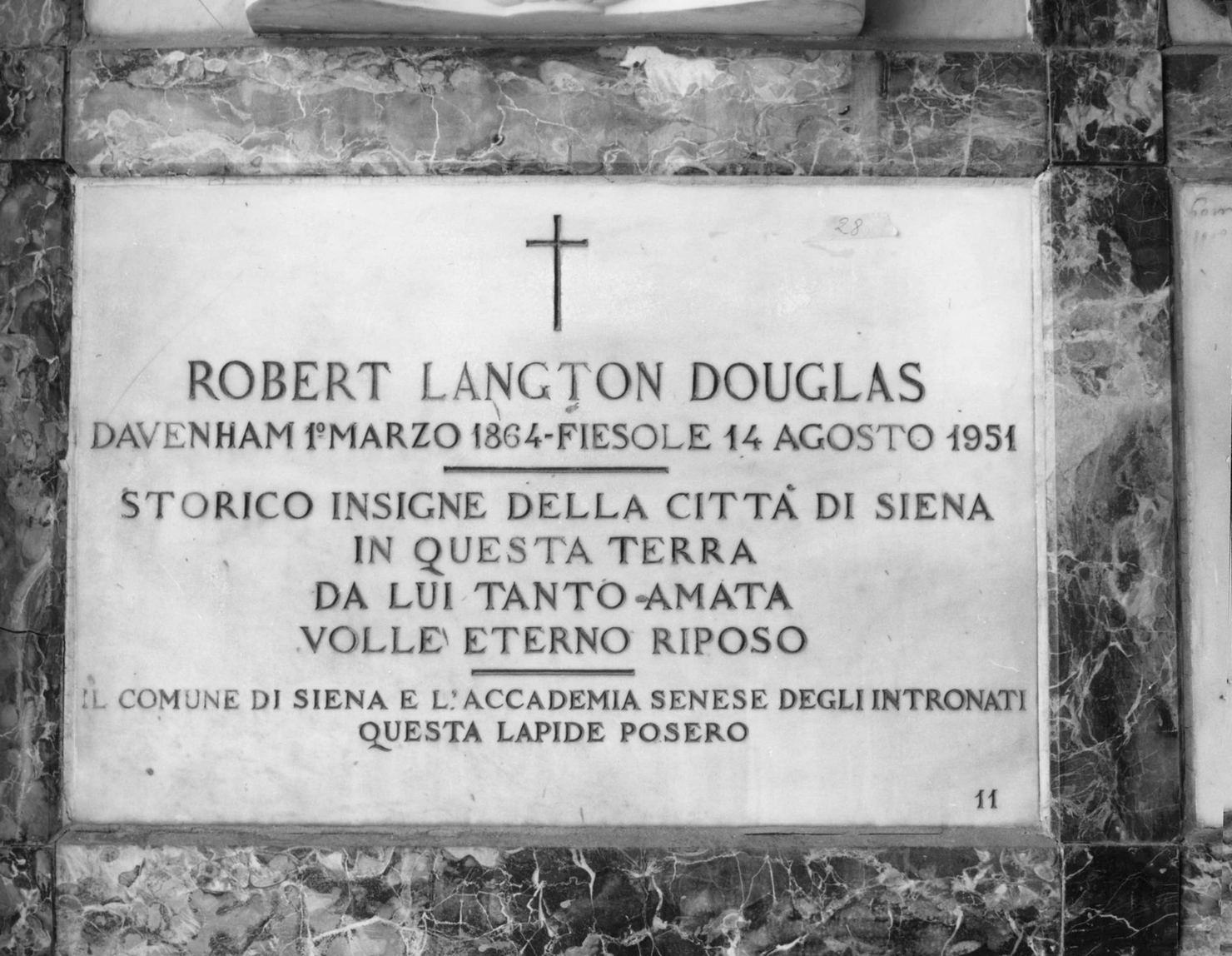
Lapide di Robert Langton Douglas presso il Cimitero del Laterino di Siena

Nel 1914, cinquantenne, Douglas si arruolò nell'esercito inglese di cui divenne capitano. Langton Douglas fu premiato per il suo coraggio nella prima guerra mondiale. Nel 1916 fu nominato direttore della Galleria nazionale d'Irlanda a Dublino, dalla quale si dimise nel 1923 per disaccordi nella gestione. Si stabilì a New York nel 1940 dove tenne conferenze ad Harvard, Princeton, Yale ed altre università.
È morto a Fiesole nel 1951, ma per sua volontà volle essere sepolto a Siena, nel Cimitero del Laterino. Il Comune di Siena concesse gratuitamente il posto per 50 anni. L'estumulazione sarebbe dovuta avvenire nel 2002 ma per motivi artistici e storici che connotano il Cimitero del Laterino fu richiesto sia il restauro di alcune tombe, come ad esempio quelle del cosiddetto Quadrilatero dei Garibaldini (in 100 anni, nel 2023, nessuno ha pensato di restaurare), che il mantenimento di quelle i cui personaggi hanno dato lustro alla città, anche se taluni sono andati irrimediabilmente persi, realizzandone una mappatura. La lapide riporta erroneamente, quale luogo di nascita, la cittadina di Davenham nella contea di Cheshire mentre quella corretta è Lavenham nella contea di Suffolk.
In seguito alla pubblicazione di un articolo di John Pope-Hennessy, uscito nel 1987, nel quale parla di Langton Douglas, sostenendo che "Berenson aveva una reputazione mondiale come studioso mentre lui [mio padre] non ne aveva quasi nessuna", oltre ad altre considerazioni, in risposta la figlia, Claire Douglas, confuta punto per punto le affermazioni di Pope-Hennessy.

## Opere (selezione)
- Fra Angelico, G. Bell and Sons, London, 1900 (ristampato nel 1902)
- A History of Siena, J. Murray, London, 1902
- A History of Painting in Italy, Umbria, Florence and Siena, from the Second to the Sixteenth Century, J. Murray, London, 1903-1914
- Storia politica e sociale della Repubblica di Siena, Editrice Libreria Senese, Siena, 1926
- Leonardo da Vinci: his Life and Pictures, University of Chicago, 1944